# Homicide (Logic)
Homicide è un singolo del rapper statunitense Logic, pubblicato nel 2019 e realizzato insieme al rapper statunitense Eminem. Il brano è incluso nell'album Confessions of a Dangerous Mind.

## Annuncio della collaborazione
Il 1 maggio 2019, Logic ha annunciato l'uscita della canzone su Twitter. La canzone segna la prima collaborazione tra il rapper e Eminem.

## Composizione
Nella canzone, Logic ed Eminem hanno un flusso e un discorso molto veloce. I due rapper, specialmente il secondo, prendono in giro i rapper "new school". Criticano anche l'uso di AutoTune e songwriting con l'aiuto di ghostwriter.

## Tracce
- Download digitale

1. Homicide (featuring Eminem) – 4:05

## Successo commerciale
Negli Stati Uniti, Homicide ha debuttato al numero cinque della Billboard Hot 100, diventando la seconda hit della Top ten di Logic, dopo il picco numero tre di 1-800-273-8255. Ha anche debuttato e ha raggiunto il picco tra i primi dieci in Australia, Finlandia e Nuova Zelanda, oltre a raggiungere i primi venti nel Regno Unito.